# UCI ворлд тур 2025.
 ворлд тур 2025, 15 је издање  ворлд тура, такмичења у друмском бициклизму, које се састоји од 36 ворлд тур трка, које се одржавају у Европи, Аустралији, Канади, Кини и Уједињеним Арапским Емиратима. Такмичење је почело 21. јануара, са трком Тур даун андер, а завршава се 19. октобра са трком Тур оф Гуангси.
UCI ворлд тур од 2025. садржи 36 трка, након што је у календар додата трка Копенхаген спринт, али ворлд тур тимови нису обавезни да возе трке које су у календар додате послије 2017. На ворлд тур тркама учествује 18 ворлд тур тимова, два најбоља про тур тима за претходну сезону, трећи најбољи про тур тим на једнодневним тркама и тимови који добију специјалну позивницу организатора.

## Тимови
У сезони 2025. учествује 18 ворлд тур тимова, са до максимум 30 возача.  је због пандемије ковида 19 проширио дозвољени број возача на 32, али је број дозвољених возача враћен на 30, од чега максимум 28 професионалних возача и два возача који тек почињу професионалну каријеру. Сви ворлд тур тимови имају аутоматску позивницу за све ворлд тур трке, али нису обавезни да возе трке које су у календар додате послије 2017. Трке коју су додате послије 2017. су Тур оф Калифорнија, Тур оф Катар, Абу Даби Тур, Тур оф Турки, Дварс дор Фландерен, Омплоп хет Нијувсблад, Кадел Еванс грејт океан роад рејс, Лондон—Сари класик, Ешборн—Франкфурт, Страде Бјанке и Дридагсе Бриж—Де Пан, након чега су из календара искључене Тур оф Калифорнија, Тур оф Турки и Лондон—Сари класик, док су се Абу Даби тур и Дубаи тур спојиле у УАЕ тур. Поред ворлд тур тимова, два најбоља про тур тима на крају претходне сезоне имају загарантовано учешће на свим ворлд тур тркама, а трећи на свим једнодневним ворлд тур тркама, док остале тимове бирају организатори сваке трке посебно, с тим да према правилу специјалне позивнице за гранд тур трке 2025. могу да добију само тимови који су завршили у првих 40 у рангирању на крају 2024. Два најбоља про тур тима на крају сезоне 2024. били су Лото и Израел—премијер тех, док је трећи најбољи тим био Уно—Х мобилити. У фебруару 2025. прије него што су објављене специјалне позивнице, организатори су затражили да UCI прошири број тимова на гранд тур тркама на 23, колико их је било и 2021. када је број тимова проширен због пандемије ковида 19. UCI је то одобрио крајем марта, након чега су истог дана објављене специјалне позивнице за Тур де Франс.
Од 2018. број возача у тимовима на гранд тур тркама је смањен са девет на осам, док је број возача у тимовима на свим осталим тркама смањен са осам на седам.
У односу на претходну сезону, Астана Казахстан је промијенила име у ХДС Астана, након потписивања спонзорског уговора са кинеском компанијом , УАЕ тим емирејтс је промијенио име у УАЕ тим емирејтс ХРГ, након потписивања шестогодишњег спонзорског уговора са компанијом , док је ДСМ—фирмениш постнл промијенио име у Пикник постнл након потписивања четворогодишњег спонзорског уговора са компанијом Picnic.
На крају сезоне се завршава период бодовања од три године, након чега ће се подијелити лиценце за 18 најбоље пласираних тимова у укупном трогодишњем рангирању за следећи период од три године, приликом чега из ворлд тура могу да испадну два најслабије пласирана тима уколико буду имали мање бодова од про тур тимова. Тимови који испадну из ворлд тура имају загарантовано учешће на свим ворлд тур тркама, осим на гранд тур тркама у првој години након испадања, а због освајања што више бодова на мањим тркама како би се вратио у ворлд тур, тим Лото је одбио учешће на бројним ворлд тур тркама, укључујући Ђиро д’Италију.
 ворлд тур тимови:
| - Алпесин—декунинк - Аркеа—бб хотелс - Бахреин—викторијус - Визма—лејз а бајк - Групама—ФДЈ - Декатлон АГ2Р ла мондијал - ЕФ едукејшон—изипост - Инеос гренадирс - Интермарше—ванти | - Кофидис - Лидл—трек - Мовистар - Пикник постнл - Ред бул—Бора–ханзго - Судал—Квик-степ - УАЕ тим емирејтс ХРГ - ХДС Астана - Џејко—алула |

Два најбоља UCI про тур тима која имају загарантовано учешће на свим ворлд тур тркама:
- Израел—премијер тех
- Лото

Трећи најбољи UCI про тур тим која има загарантовано учешће на свим једнодневним ворлд тур тркама:
- Уно—Х мобилити

## Трке и резултати
Календар за 2025. објављен је у јуну 2024. када је објављено да ће бити 36 трка, након што је у ворлд тур додата трка Копенхаген спринт. Календар је званично потврђен у октобру 2024. Сви ворлд тур тимови имају аутоматску позивницу за све трке, али нису обавезни да возе трке које су у календар додате послије 2017. док два најбоља про тур тима имају загарантовано учешће на свим тркама, а трећи на једнодневним, али могу да одбију да учествују на било којој.
| Трка                      | Датум                      | Побједник                    | Другопласирани           | Трећепласирани            | Реф.   |
| ------------------------- | -------------------------- | ---------------------------- | ------------------------ | ------------------------- | ------ |
| Тур даун андер            | 21–26. јануар              | Хонатан Нарваез (ЕКВ)        | Хавијер Ромо (ШПА)       | Фин Фишер Блек (НЗЛ)      | [ 25 ] |
| Грејт океан роад рејс     | 2. фебруар                 | Мауро Шмит (ШВА)             | Арон Гејт (НЗЛ)          | Лоренс Пичи (НЗЛ)         | [ 26 ] |
| УАЕ тур                   | 17–23. фебруар             | Тадеј Погачар (СЛО)          | Ђулио Чиконе (ИТА)       | Пељо Билбао (ШПА)         | [ 27 ] |
| Омлоп хет Нијувсблад      | 1. март                    | Серен Вереншолд (НОР)        | Пол Мањије (ФРА)         | Јаспер Филипсен (БЕЛ)     | [ 28 ] |
| Страде Бјанке             | 8. март                    | Тадеј Погачар (СЛО)          | Том Пидкок (УК)          | Тим Веленс (БЕЛ)          | [ 29 ] |
| Париз—Ница                | 9–16. март                 | Матео Јоргенсон (САД)        | Флоријан Липовиц (ЊЕМ)   | Тимен Аренсман (ХОЛ)      | [ 30 ] |
| Тирено—Адријатико         | 10–16. март                | Хуан Ајусо (ШПА)             | Филипо Гана (ИТА)        | Антонио Тибери (ИТА)      | [ 31 ] |
| Милано—Санремо            | 22. март                   | Метју ван дер Пул (ХОЛ)      | Филипо Гана (ИТА)        | Тадеј Погачар (СЛО)       | [ 32 ] |
| Вуелта а Каталуња         | 24–30. март                | Примож Роглич (СЛО)          | Хуан Ајусо (ШПА)         | Енрик Мас (ШПА)           | [ 33 ] |
| Класик Бриж—Де Пан        | 26. март                   | Хуан Себастијан Молано (КОЛ) | Џонатан Милан (ИТА)      | Мадис Микелс (ЕСТ)        | [ 34 ] |
| Е3 саксо банк класик      | 28. март                   | Метју ван дер Пул (ХОЛ)      | Мадс Педерсен (ДАН)      | Филипо Гана (ИТА)         | [ 35 ] |
| Гент—Вевелгем             | 30. март                   | Мадс Педерсен (ДАН)          | Тим Мерлије (БЕЛ)        | Џонатан Милан (ИТА)       | [ 36 ] |
| Дварс дор Фландерен       | 2. април                   | Нилсон Паулес (САД)          | Ваут ван Арт (БЕЛ)       | Тиш Бенот (БЕЛ)           | [ 37 ] |
| Ронде ван Фландерен       | 6. април                   | Тадеј Погачар (СЛО)          | Мадс Педерсен (ДАН)      | Метју ван дер Пул (ХОЛ)   | [ 38 ] |
| Вуелта ал Паис Баско      | 7–12. април                | Жоао Алмеида (ПОР)           | Енрик Мас (ШПА)          | Максимилијан Шахман (ЊЕМ) | [ 39 ] |
| Париз—Рубе                | 13. април                  | Метју ван дер Пул (ХОЛ)      | Тадеј Погачар (СЛО)      | Мадс Педерсен (ДАН)       | [ 40 ] |
| Амстел голд рејс          | 20. април                  | Матијас Скелмосе (ДАН)       | Тадеј Погачар (СЛО)      | Ремко Евенепул (БЕЛ)      | [ 41 ] |
| Флеш Валон                | 23. април                  | Тадеј Погачар (СЛО)          | Кевин Вокелен (ФРА)      | Том Пидкок (УК)           | [ 42 ] |
| Лијеж—Бастоњ—Лијеж        | 27. април                  | Тадеј Погачар (СЛО)          | Ђулио Чиконе (ИТА)       | Бен Хили (ИРС)            | [ 43 ] |
| Тур де Романди            | 29. април – 4. мај         | Жоао Алмеида (ПОР)           | Лени Мартинез (ФРА)      | Џеј Вајн (АУС)            | [ 44 ] |
| Ешборн—Франкфурт          | 1. мај                     | Мајкл Метјуз (АУС)           | Магнус Корт Нилсен (ДАН) | Хон Баренечеа (ШПА)       | [ 45 ] |
| Ђиро д’Италија            | 9. мај – 1. јун            | Сајмон Јејтс (УК)            | Исак дел Торо (МЕК)      | Ричард Карапаз (ЕКВ)      | [ 46 ] |
| Критеријум ди Дофине      | 8–15. јун                  | Тадеј Погачар (СЛО)          | Јонас Вингегор (ДАН)     | Флоријан Липовиц (ЊЕМ)    | [ 47 ] |
| Тур де Свис               | 15–22. јун                 | Жоао Алмеида (ПОР)           | Кевин Вокелен (ФРА)      | Оскар Онли (УК)           | [ 48 ] |
| Копенхаген спринт         | 22. јун                    | Јорди Меус (БЕЛ)             | Алексис Ренар (ФРА)      | Емилјен Женије (ФРА)      | [ 49 ] |
| Тур де Франс              | 5–27. јул                  | Тадеј Погачар (СЛО)          | Јонас Вингегор (ДАН)     | Флоријан Липовиц (ЊЕМ)    | [ 50 ] |
| Класик Сан Себастијан     | 2. август                  | Ђулио Чиконе (ИТА)           | Јан Кристен (ШВА)        | Максим ван Гилс (БЕЛ)     | [ 51 ] |
| Тур де Полоње             | 4–10. август               | Брендон Макналти (САД)       | Антонио Тибери (ИТА)     | Матео Собреро (ИТА)       | [ 52 ] |
| Хамбург сајкласик         | 17. август                 | Рори Таунсенд (ИРС)          | Арно де Ли (БЕЛ)         | Пол Мањије (ФРА)          | [ 53 ] |
| / Реневи тур              | 20–24. август              |                              |                          |                           |        |
| Вуелта а Еспања           | 23. август – 14. септембар |                              |                          |                           |        |
| Бретање класик Уест—Франс | 31. август                 |                              |                          |                           |        |
| ГП сајклисте де Квебек    | 12. септембар              |                              |                          |                           |        |
| ГП сајклисте де Монтреал  | 14. септембар              |                              |                          |                           |        |
| Ђиро ди Ломбардија        | 11. октобар                |                              |                          |                           |        |
| Тур оф Гуангси            | 14–19. октобар             |                              |                          |                           |        |